# فيكتور ألبرت سنكلير
فيكتور ألبرت سنكلير هو سياسي كندي، ولد في 18 مايو 1872 في تيلسونبيرج في كندا، وتوفي في 17 مارس 1944 في تورونتو في كندا. حزبياً، نشط في حزب أونتاريو المحافظ التقدمي. وقد انتخب عضو برلمان مقاطعة أونتاريو.